# Futon

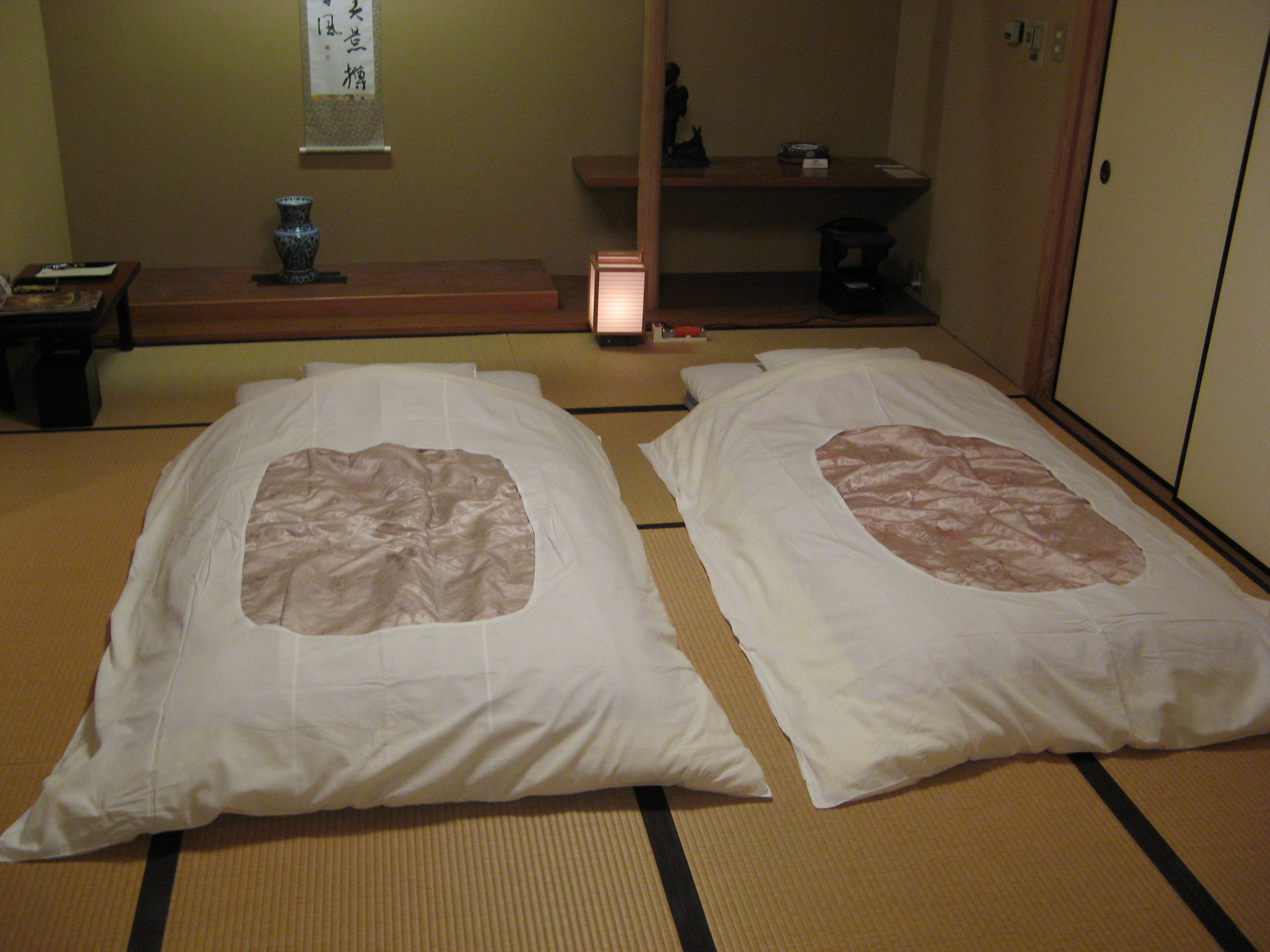
Futon in Giappone sui tatami

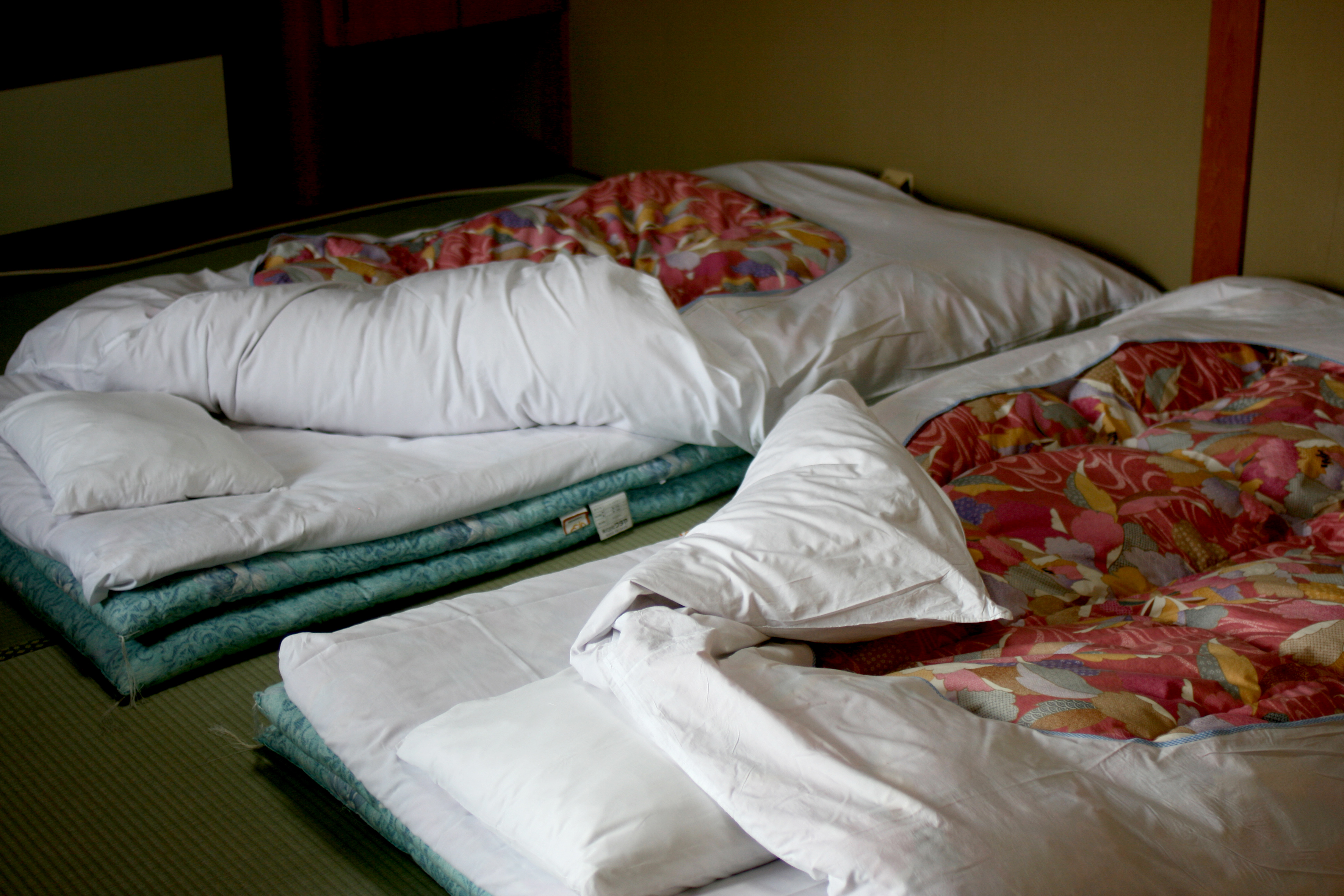
Futon

Il termine futon (布団 oppure 蒲団?, futon) vuole dire letteralmente "materasso arrotolato". È il materasso tradizionale della cultura giapponese, interamente in cotone, rigido, sottile e arrotolabile.
È formato da diverse falde di cotone rivestite con una fodera trapuntata a mano e può avere vari spessori: a partire dai 6/7 cm usati in Giappone fino allo spessore più diffuso in Occidente che è di 14 cm (con cinque falde di cotone). Ne esistono varie misure: singolo (80/90 x 200 cm), a una piazza e mezza (120/140 x 200 cm) e matrimoniale (160/180 x 200 cm).
È possibile anche trovare futon, che associano al cotone alcuni strati di fibra di cocco, che ne aumentano la traspirabilità e la rigidità complessiva, o strati di lattice, che invece ne aumentano la morbidezza.

## Manutenzione

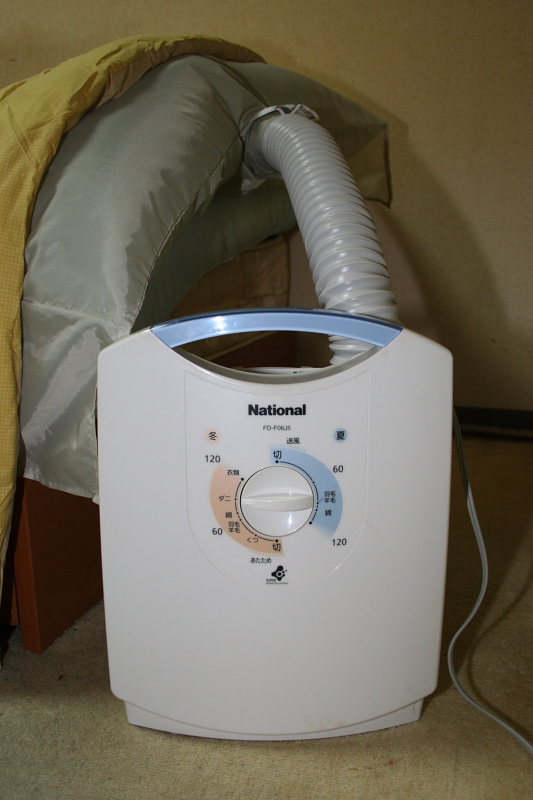
fon per futon

Si consiglia di lasciare aerare il futon al sole almeno tre volte alla settimana, per dissipare l'eventuale umidità accumulata durante la notte e di batterlo in modo da riassestare il cotone al suo interno. In alternativa, se si è troppo occupati o non si ha la possibilità di lasciarlo aerare in balcone, si può ricorrere al fon per futon (布団乾燥機?, futonkansōki), un elettrodomestico che soffiando aria calda all'interno del futon ne garantisce in più o meno un'ora l'asciugatura completa, evitando l'insorgere di muffe e cattivi odori.

## Uso tradizionale

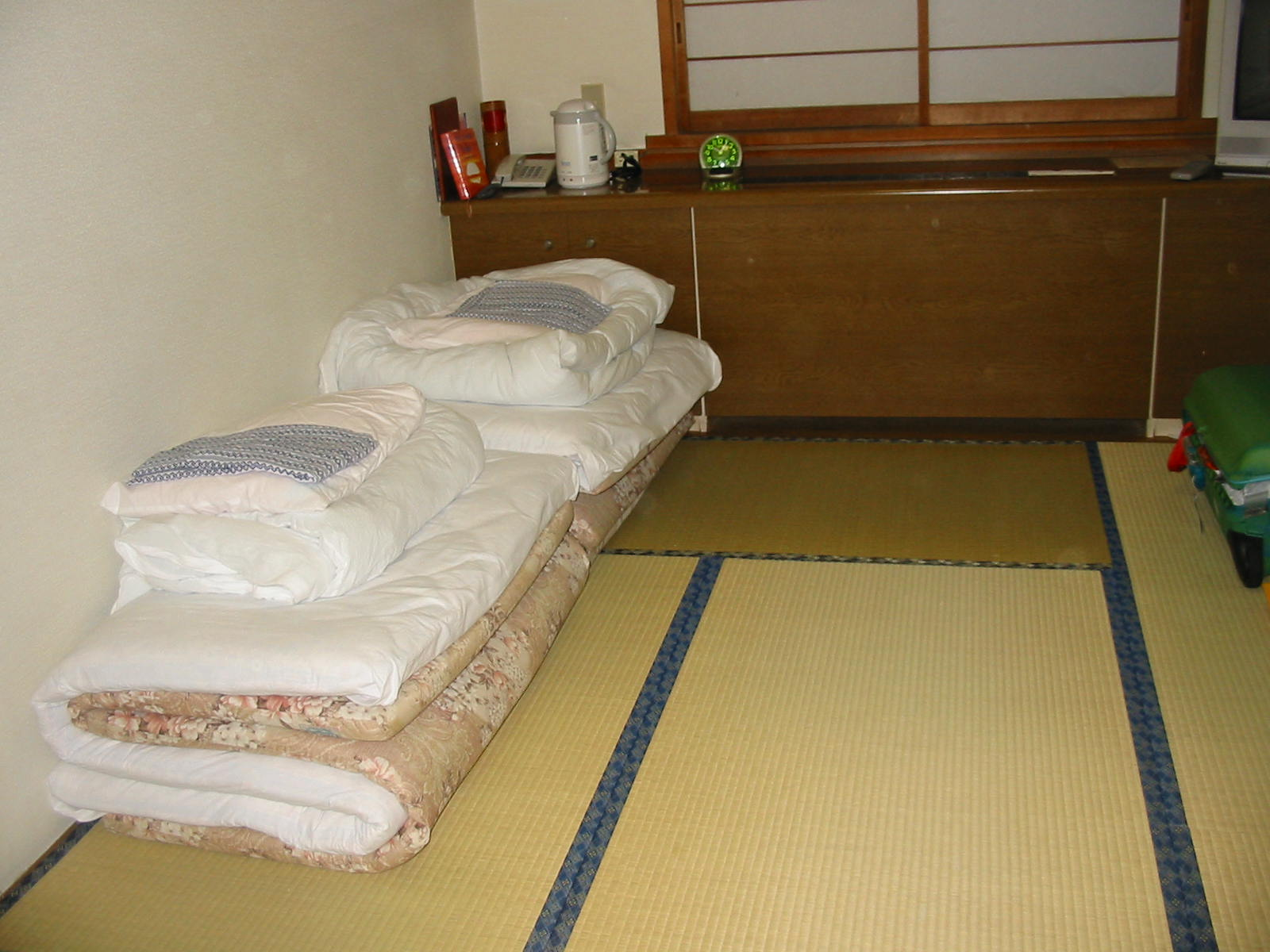
Futon ripiegati ed accantonati durante il giorno in un ryokan di Tokyo

Nella tradizione giapponese il futon viene normalmente poggiato sul tatami (stuoia di paglia di riso rivestita di giunco) e usato come giaciglio. Lo si prepara alla sera, prima di andare a dormire e al mattino, dopo averlo lasciato aerare e averlo battuto con il “futon tataki” (un attrezzo giapponese in bambù simile al battipanni), si arrotola e si ripone negli armadi, per potere riconvertire la stanza ad altri usi.
Il tipico set-futon giapponese comprende lo shikibuton, il materasso sottile, e il kakebuton il piumino per coprirsi.
L'uso del futon in Giappone risale a epoche molto antiche. Alcuni ritengono che derivi dalla “goza”, la stuoia che veniva usata per dormire tra l'VIII e il XII secolo in Giappone (periodo Heian). Si ritiene che l'uso del futon si sia potuto affermare anche grazie alla consuetudine giapponese di togliere le scarpe non appena si entra in casa. Questo potrebbe spiegare la differenza rispetto ai modi di dormire europei. In Europa infatti, rimanendo con le scarpe all'interno delle case, è più opportuno e igienico ricorrere a mobili come letti e sedie piuttosto che dormire o sedere sul pavimento.

## Il futon in Occidente

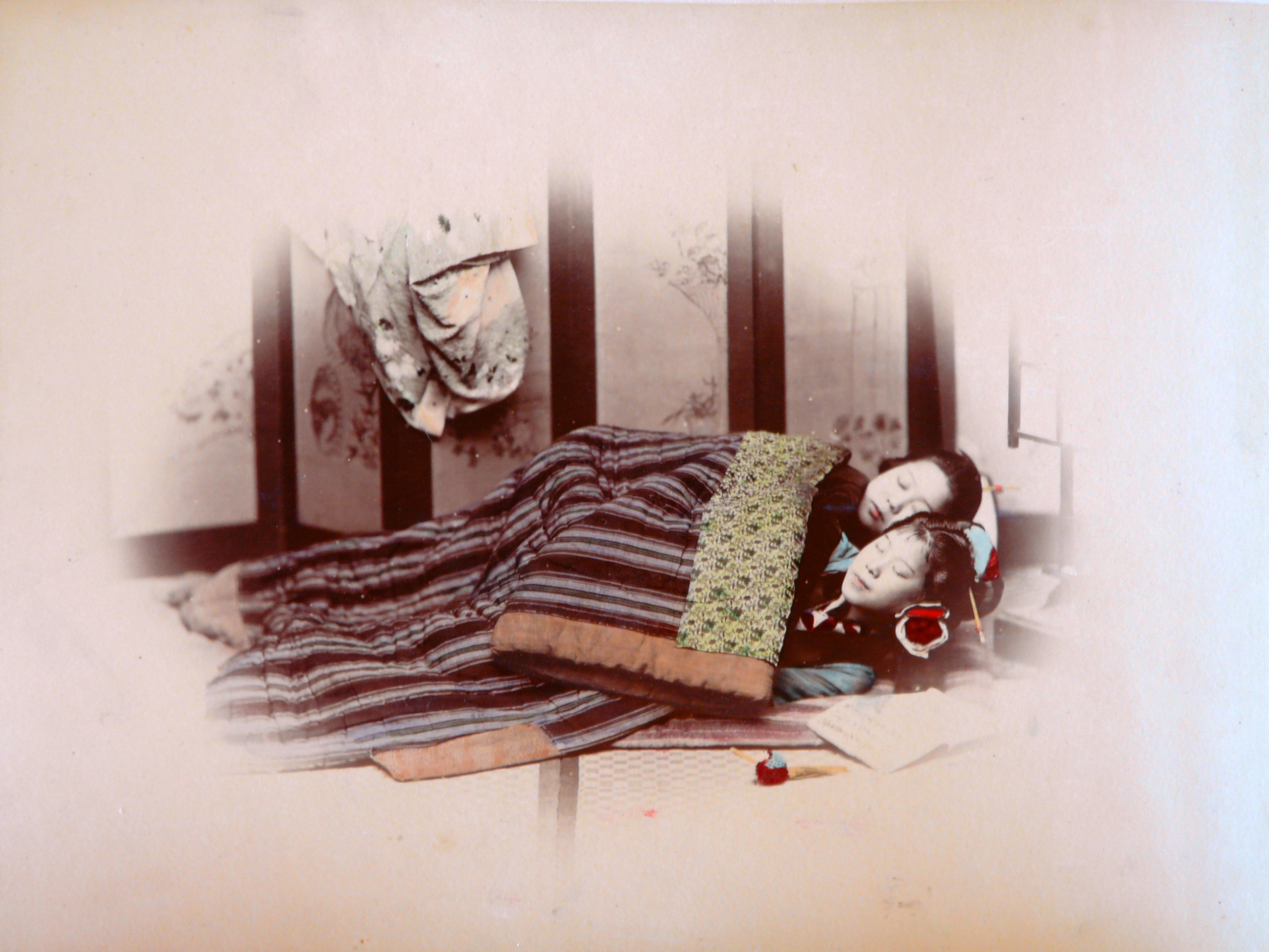
Giapponesi che dormono su un futon con lo speciale cuscino denominato hakomakura (箱枕), che preserva l'elaborata acconciatura, in una foto del 1886 di Adolfo Farsari

Con il diffondersi della cultura del biologico e dello stile d'arredamento giapponese in Occidente è diventata sempre più frequente l'adozione del futon come materasso su cui riposare, in sostituzione dei tradizionali materassi a molle o in lattice.

## Futon trasportabili
Nella sua versione ripiegabile e trasportabile il futon è ampiamente usato dai professionisti dei massaggi, per la ginnastica e come tappetino per la meditazione. In questo caso lo spessore può essere di 6/7 cm o, ancora più sottile, di 3/5 cm.

## Materiali impiegati e proprietà
Un futon tradizionale viene confezionato secondo antiche tecniche orientali utilizzando strati di fibre di cotone grezzo di prima cardatura. Questo tipo di cotone garantisce un buon isolamento termico, trattenendo la temperatura corporea in inverno e rinfrescando in estate, un alto livello di traspirabilità e non provoca allergie.
Negli ultimi anni si sono diffusi anche futon realizzati con altri materiali:
- Lattice - garantisce elasticità, durevolezza e resistenza. È autoventilato, trasmettendo freschezza, ed ha elevate proprietà antibatteriche.
- Lana - fibra igroscopica che non trattiene l'umidità rilasciata dal corpo, è anche un buon termoregolatore; il corpo si mantiene asciutto in un clima gradevole.
- Fibra di cocco - opportunamente elaborata, conferisce al materasso buone rigidità e traspirabilità. La rigidità dello strato in cocco viene equilibrata con l'aggiunta di uno strato di materiale più soffice, da scegliere tra il lattice e speciali fibre sintetiche.
- Fibre sintetiche - materiali sintetici di nuova generazione e riciclabili. La struttura a celle aperte garantisce traspirabilità e la dispersione del calore e dell'umidità generati dal corpo umano. Speciali versioni viscoelastiche si automodellano assorbendo il peso corporeo in maniera uniforme.